# 姚经才
姚经才（1923年—），男，江苏苏州人，中国摄影家，中国摄影家协会理事，中国照像馆原经理，第五、六、七届全国政协委员。周恩来标准像的拍摄者。